# Johann Jakob Widmer
Johann Jakob Widmer (* 11. Dezember 1819 in Horgen; † 10. Januar 1879 in Zürich) war ein Schweizer Politiker und Unternehmer. Von 1863 bis 1879 gehörte er dem Nationalrat an.

## Biografie
Johann Jakob Widmer kam als Sohn des Glasermeisters Hans Rudolf und der Elisabetha Widmer geborene Huser zur Welt. Im Jahr 1848 heiratete er Carolina Hüni, die Tochter des Landschreibers und Zürcher Grossrats Hans Conrad Hüni. Nach der Dorfschule erlernte er im elterlichen Geschäft den Beruf des Glasers. Anschliessend besuchte er das «Institut Rudolf Stapfer» in Horgen und absolvierte 1840/1841 einen Aufenthalt an der Akademie Neuenburg. Johann Jakob Widmer arbeitete von 1841 bis 1843 als Hilfslehrer am «Institut Stapfer» in Horgen und reiste von 1843 bis 1846 als Hauslehrer zur Zürcher Familie Zuppiger-Zollinger nach Bergamo.
Als Volontär arbeitete er von 1846 bis 1848 im Seidengeschäft seines Cousins, anschliessend gründete er 1848 eine eigene Seidenfirma, welche er seinem Bruder anvertraute. Er engagierte sich stark für die Nordost- und Gotthardbahn. Ab 1872 machte er sich, als Zentralkommissionspräsident, um die Reorganisation des Schweizer Schützenwesens verdient.
Johann Jakob Widmer politisierte von 1840 bis 1851 im Gemeinderat Horgen, sein Hauptanliegen war dabei die Schulpflege. Im Zürcher Gross- bzw. Kantonsrat sass er von 1857 bis 1879 und vertrat den Stand Zürich von 1863 bis 1879 im Nationalrat. Er politisierte in der liberalen Richtung von Alfred Escher.